# Haider Ali (atleta)
Haider Ali (Gujranwala, 12 de diciembre de 1984) es un deportista pakistaní que compite en atletismo adaptado. Ganó cuatro medallas en los Juegos Paralímpicos de Verano entre los años 2008 y 2024.

## Palmarés internacional
| Juegos Paralímpicos | Juegos Paralímpicos     | Juegos Paralímpicos | Juegos Paralímpicos      |
| Año                 | Lugar                   | Medalla             | Prueba                   |
| ------------------- | ----------------------- | ------------------- | ------------------------ |
| 2008                | Pekín (China)           | Medalla de plata    | Salto de longitud F37/38 |
| 2016                | Río de Janeiro (Brasil) | Medalla de bronce   | Salto de longitud T37    |
| 2020                | Tokio (Japón)           | Medalla de oro      | Disco T37                |
| 2024                | París (Francia)         | Medalla de bronce   | Disco T37                |